# Cantó de Sant Valier
El cantó de Sant Valier és un cantó francès del departament dels Alps Marítims, situat al districte de Grassa. Té 7 municipis i el cap és Sant Valier.

## Municipis
- Cabris
- Escranhòla
- Puegmeinada
- Esperacedes
- Lo Tinhet
- Sant Cesari de Sianha
- Sant Valier

## Història
| Data d'elecció                           | Identitat      | Partit        | Qualitat |
| ---------------------------------------- | -------------- | ------------- | -------- |
| 1961-1992                                | Régis Capponi  | RPR           |          |
| 1992-                                    | Maxime Coullet | Divers droite |          |
| les dades anteriors no són pas conegudes |                |               |          |
|                                          |                |               |          |

| 1962 | 1968 | 1975 | 1982 | 1990 | 1999   | 2006   |
| ---- | ---- | ---- | ---- | ---- | ------ | ------ |
| -    | -    | -    | -    | -    | 17.935 | 20.370 |